# Protorthezia aurea
Protorthezia aurea är en insektsart som beskrevs av Koteja 1987. Protorthezia aurea ingår i släktet Protorthezia och familjen vaxsköldlöss. Inga underarter finns listade i Catalogue of Life.